# Stéphane Rondelaere
Stéphane Rondelaere (né le 16 janvier 1971 à Roubaix) est un footballeur français occupant le poste de milieu défensif et professionnel de 1992 à 2003.

## Carrière
Stéphane Rondelaere commence sa carrière professionnelle en deuxième division à Valence. 
Après cinq saisons dans ce club, Rondelaere rejoint le FC Metz en 1997. Avec le club messin, Rondelaere est vice-champion de France pour sa première saison, seulement devancé à la différence de buts par le Racing Club de Lens. L'année suivante, Rondelaere ne dispute que deux matchs de championnat et un match de Coupe UEFA qui se solde par l'élimination de Metz aux tirs au but lors des trente-deuxièmes de finale contre l'Étoile rouge de Belgrade. 
Évoluant ensuite en deuxième division à Amiens, le club est relégué en National en 2000. Il n'y reste qu'une saison avant de remonter en deuxième division. 
Rondelaere termine sa carrière en Espagne. Après une saison en Segunda División à Nàstic en 2002, il évolue une saison en Segunda División B à Reus avant de terminer sa carrière.

## Palmarès
- Championnat de France de Division 1 :
  - Vice-champion : 1998

## Statistiques
Le tableau ci-dessous résume les statistiques en match officiel de Stéphane Rondelaere durant sa carrière de joueur professionnel.
| Saison                | Club                   | Championnat           | Championnat | Championnat | Coupe(s) nationale(s) | Coupe(s) nationale(s) | Total | Total |   |     |   |
| Saison                | Club                   | Division              | M.          | B.          | M.                    | B.                    | M.    | B.    |   |     |   |
| 1992-1993             | ASOA Valence           | Division 2            | 1           | 0           | 0                     | 0                     | -     | -     | - | 1   | 0 |
| 1993-1994             | ASOA Valence           | Division 2            | 34          | 4           | 0                     | 0                     | -     | -     | - | 34  | 4 |
| 1994-1995             | ASOA Valence           | Division 2            | 28          | 1           | 1                     | 0                     | -     | -     | - | 29  | 1 |
| 1995-1996             | ASOA Valence           | Division 2            | 38          | 0           | 5                     | 0                     | -     | -     | - | 43  | 0 |
| 1996-1997             | ASOA Valence           | Division 2            | 21          | 0           | 2                     | 0                     | -     | -     | - | 23  | 0 |
| 1997-1998             | FC Metz                | Division 1            | 8           | 0           | 4                     | 0                     | -     | -     | - | 12  | 0 |
| 1998-1999             | FC Metz                | Division 1            | 2           | 0           | 0                     | 0                     | C3    | 1     | 0 | 3   | 0 |
| 1999-2000             | Amiens SC              | Division 2            | 32          | 0           | 2                     | 0                     | -     | -     | - | 34  | 0 |
| 2000-2001             | Amiens SC              | National              | -           | -           | -                     | -                     | -     | -     | - | 0   | 0 |
| 2001-2002             | Gimnàstic de Tarragona | Segunda División      | 25          | 0           | 0                     | 0                     | -     | -     | - | 25  | 0 |
| 2002-2003             | CF Reus Deportiu       | Segunda División B    | 30          | 1           | 0                     | 0                     | -     | -     | - | 30  | 1 |
| Total sur la carrière | Total sur la carrière  | Total sur la carrière | 219         | 6           | 14                    | 0                     | -     | 1     | 0 | 234 | 6 |